# 维克托·西佳克
维克托·亚历山德罗维奇·西佳克（俄语：Ви́ктор Алекса́ндрович Сидя́к，1943年11月24日—），苏联男子击剑运动员。他曾参加1968年、1972年、1976年和1980年四届夏季奥运会，共收获四枚金牌、一枚银牌和一枚铜牌。